# 摂津市立第三中学校
摂津市立第三中学校（せっつしりつ だいさん ちゅうがっこう）は、大阪府摂津市にある公立中学校。
1976年に摂津市立第一中学校から分離開校した。

## 沿革
- 1976年4月 - 摂津市立第一中学校より分離開校。
- 1979年4月 - 摂津市立柳田小学校（2008年三宅柳田小学校へ統合）の開校に伴い、鶴野地区などを第一中学校の校区から編入。

## 通学区域
- 摂津市立千里丘小学校、摂津市立三宅柳田小学校の通学区域。
  - 摂津市 千里丘1-7丁目、千里丘東1-3丁目、昭和園、香露園、学園町1-2丁目、鶴野1-4丁目。

## 出身者
- 鈴木紗理奈 - タレント
- 藤倉大 - 現代音楽作曲家
- 船本孝宏 - 作曲家
- 珠久美穂子 - ラジオDJ
- 石櫃洋祐 - プロサッカー選手（ヴィッセル神戸）
- 三島藍伴 - プロラグビー選手（キヤノンイーグルス）
- 浜崎拓磨 - プロサッカー選手(水戸ホーリーホック)

## 交通
- 阪急バス・摂津市内循環バス 摂津警察署前バス停下車、東へ300m。
- 阪急京都線摂津市駅 南東へ約600m。
- 大阪モノレール 摂津駅  北へ約700m。
- 東海道本線（JR京都線） 千里丘駅 南西へ約1.2km。